# レスリング
レスリング（英: wrestling）は、ヨーロッパが発祥の格闘技。徒手で組み合い、投げるなどで相手を倒すことを主眼とする。日本語のカタカナ語としては後述の「アマチュアレスリング」を示す言葉として使われる。英語のwrestlingも「アマチュアレスリング」も意味するが、格闘技一般の意味や格闘技を示す接尾語としても使われる。
スポーツ種目として以下がメインとなっていることが多い。また、世界各地では自国の伝統的な競技を基にした種目を生み出しており、これらは一般にフォークレスリングと呼ばれている。
- アマチュアレスリング
- コンバットレスリング
- ビーチレスリング
- グラップリング

以下はフォークレスリングを起源とするものを記す。
- ルタ・リーブリ
- ヤールギュレシ
- キャッチ・アズ・キャッチ・キャン

上記以外では以下の2種類があり、これらは正式なスポーツ種目としてでなくショーやレクリエーションとしての色合いが強い。
- プロレス
- アームレスリング